# Menjamel collmarcat
El menjamel collmarcat (Ptilotula penicillata) és un ocell de la família dels melifàgids (Meliphagidae).

## Hàbitat i distribució
Habita els boscos de ribera, especialment amb Eucalyptus camaldulensis de l'interior d'Austràlia fins àrees costaneres de l'oest d'Austràlia Occidental, i sud-est d'Austràlia cap a l'est fins sud-est de Nova Gal·les del Sud.